# Јузо Таширо
Јузо Таширо (јап. 田代 有三; 22. јул 1982) јапански је фудбалер.

## Каријера
Током каријере је играо за Кашима Антлерс, Висел Кобе, Серезо Осака и многе друге клубове.

## Репрезентација
За репрезентацију Јапана дебитовао је 2008. године. За тај тим је одиграо 3 утакмице.

## Статистика
| Јапан  | Јапан   | Јапан  |
| Година | Наступи | Голови |
| ------ | ------- | ------ |
| 2008.  | 3       | 0      |
| Укупно | 3       | 0      |